# Stevrek
Stevrek (Bulgaars: Стеврек) is een dorp in Bulgarije. Het is gelegen in de gemeente Antonovo in de oblast Targovisjte. Het dorp ligt hemelsbreed 43 km ten zuidwesten van de stad Targovisjte en 234 km ten noordoosten van de hoofdstad Sofia.

## Bevolking
Op 31 december 2020 telde het dorp Stevrek 367 inwoners, een daling ten opzichte van het maximum van 1.318 personen in 1934.
| Bevolkingsontwikkeling tussen 1934 en 2020          |
| --------------------------------------------------- |
|                                                     |
| Bron: Nationaal Statistisch Instituut van Bulgarije |

Het dorp wordt grotendeels bewoond door etnische Turken, maar er is ook een relatief grote minderheid van etnische Bulgaren.
| Etnische samenstelling van de respondenten (2011) | Etnische samenstelling van de respondenten (2011) | Etnische samenstelling van de respondenten (2011) | Etnische samenstelling van de respondenten (2011) | Etnische samenstelling van de respondenten (2011) |
| ------------------------------------------------- | ------------------------------------------------- | ------------------------------------------------- | ------------------------------------------------- | ------------------------------------------------- |
|                                                   |                                                   |                                                   |                                                   |                                                   |
| Bulgaren                                          | Bulgaren                                          |                                                   | 21,8%                                             | 21,8%                                             |
| Turken                                            | Turken                                            |                                                   | 78,2%                                             | 78,2%                                             |
| Roma                                              | Roma                                              |                                                   | 0,0%                                              | 0,0%                                              |
| Anders/Onbekend                                   | Anders/Onbekend                                   |                                                   | 0,3%                                              | 0,3%                                              |